# Тумкявичене-Симокайтите, Альбина
Альбина Симокайтите-Тумкявичене (лит. Albina Simokaitytė-Tumkevičienė; 17 мая 1923, Мариямполе , Литва — 18 мая 2004, Шяуляй, Литва) — литовская и советская театральная актриса

. Заслуженная артистка Литовской ССР (1981).

## Биография
После окончания медицинской школы, в 1945—1949 годах играла на сцене Мариямпольского драматического театра. В 1949 вместе с мужем, актёром и режиссёром Казисом Тумкевичусом, переехала в Шяуляй.
С 1949 по 1986 год — актриса драматического театра в Шяуляе.
С 1981 — заслуженная артистка Литовской ССР.
В 1958 году сыграла роль домоправительницы Изабеле в фильме «Индюки».
На театральной сцене создала более 90 ролей в пьесах литовских и зарубежных авторов, среди них, А. Венуолиса («Усадьба Пуоджюнасов»), П. Вайчюнаса («Воскресение»), Ю. Балтушиса («Проданные годы»), В. Дельмара («Последний вальс»), Ф. Гарсия Лорка («Дом Бернарды Альбы»), Г. Ибсена, А. Касоны («Деревья умирают стоя») и др.

## Награды
- 1982 — Премия им. Аугустинаса Грицюса
- 1998 — театральная премия им. Потенции Пинкаускайте